# Hypechiniscus
Genre
Hypechiniscus est un genre de tardigrades de la famille des Echiniscidae.

## Liste des espèces
Selon Degma, Bertolani et Guidetti, 2014 :
- Hypechiniscus exarmatus (Murray, 1907)
- Hypechiniscus fengi Sun & Li, 2013
- Hypechiniscus gladiator (Murray, 1905)
- Hypechiniscus papillifer Robotti, 1972

## Publication originale
- Thulin, 1928 : Über die Phylogenie und das System der Tardigraden. Hereditas, vol. 11, no 2/3, p. 207-266.